# Zemeljski plaz Stože pod Mangartom
Zemeljski plaz Stože pod Mangartom se je prvič sprožil 15. novembra 2000 in drugič 17. novembra. Pod Stožami se je sprožil v dveh fazah in je kot drobirski tok prizadel 4 km oddaljen Log pod Mangartom. Takrat se je v dolino utrgalo dobrih 1,5 milijona kubičnih metrov materiala, ki se je ob obilnem deževju v naslednjih dneh zaradi prepojenosti utekočinil in splazel.

## Opis
Prvi plaz, ki se je sprožil pod Stožami na višini med 1400 in 1600 m nadmorske višine, na južnem pobočju grebena, 200 – 500 m severozahodno od Mangartske planine, se je ustavil na sotočju Mangartskega potoka in Predelice in uničil most in del regionalnih cest. Po obilnem dvodnevnem dežju je nato murasti tudi drobirski tok, ki se je po ocenah premikal s hitrostjo 30 km/h, hitro dosegel Log pod Mangartom in pri tem porušil most čez Predelico, 6 stanovanjskih in gospodarskih poslopij, bolj ali manj pa poškodoval še 23 objektov. Skupaj sta bila torej porušena 2 mostova, prekinjena regionalna cestna povezava med Bovcem in Predelom in odneseno ali zasuto skoraj 2 km visokogorske ceste na Mangartsko sedlo.. Poškodovana je bila tudi energetska infrastruktura (HE Log pod Mangartom in HE Možnica ter električne in telefonske napeljave).
Plazišče je imelo površino okoli 20 hektarjev. Plaz je, s svojo rušilno močjo, izdolbel v strugi Mangartskega potoka in Predelice do 500 metrov široka in 500 metrov dolgo dolino ponekod poglobljeno tudi za 40 m, dolvodno od Loga pod Mangartom pa zasul in spremenil izgled precejšnjega dela doline reke Koritnice. Čelo plazovine se je na koncu zaustavilo niže od MHE Možnica na nadmorski višini okoli 600 metrov.
V tej naravni nesreči je življenje izgubilo sedem ljudi.

## Prva faza
Prvi plaz drobirskih mas se je iz akumulacije na Stožah v strugo Mangartskega potoka splazil 15. novembra 2000, zasul most na regionalni cesti Predel-Strmec ter ga ob tem porušil in se nato pri izlivu Mangartskega potoka v Predelico ustavil. Struga Mangartskega potoka je na tem delu precej široka in položna, zato prvi drobirski tok ni bil tako silovit.

## Druga faza
Zaradi obilnih padavin (po podatkih Hidrometeorološkega zavoda RS je v Logu pod Mangartom oktobra in novembra 2000 padlo skupaj 1872 litrov padavin na m²), ki so povzročile povečanje hudournega Mangartskega potoka in drugih manjših pritokov, so te vode prepojile nakopičeno gmoto materiala izpred dveh dni in se nato v zgornjem delu Mangartskega potoka splazile kot drugi murasti ali drobirski tok, ki je zdrvel najprej po zelo strmi strugi Mangartskega potoka in nato naprej po strmo nagnjeni strugi Predelice do Zgornjega Loga, kjer je podrl še en most, porušil 6 objektov in jih še več poškodoval, ter odnesel tudi 7 ljudi. Ker se tu dolina odpre, se je drobirski tok pahljačasto razlil, pri tem izgubil največjo moč, a še vedno na daleč zasul dolino Koritnice. Ustavil se je šele nižje od hidroelektrarne Možnica.

## Geologija
Plaz Stože se je sprožil v grušču in ledeniški moreni. Ti ležita na julijsko-tuvalskih, za vodo slabo prepustnih plasteh laporja in lapornatega apnenca. Bližnja vrhova Vršič in Mali Vršič tvori dolomit, vse pa prečka prelom. Odlomni rob plazu je bil na višini 1525 m, kjer je na površini stopničasto oblikovan dolomit (ledinsko ime Štenge). Celoten plaz tvorijo kvartarni sedimenti (ledeniška morena - plastična glina in melj, z dolomitnim in lapornim gruščem, s samicami in velikimi bloki apnenca).

## Sanacija
Sanacija plazu Stože je bila razdeljena v več faz.
Takoj po sprožitvi prvega plazu je bila izvedena evakuacija prebivalcev petih ogroženih hiš ob Predelici. Po nesreči 17. novembra je bilo evakuiranih 149 ljudi,
živino in premoženje so varovali gasilci, gorski reševalci in policisti. Vlada RS in Državni zbor sta 21. decembra 2000 sprejela poseben interventni zakon v katerem so bile opredeljene nadaljnje aktivnosti.
Že 23. decembra 2000 je bil vzpostavljen sistem tehničnega opazovanja in alarmiranja. Začasna montažna mostova sta bila postavljena: čez Predelico 13. decembra
2000 in Mangartski potok 16. januarja 2001, nakar je bila za ves promet 17. februarja 2001 odprta tudi cesta Log pod Mangartom-Predel. Drugi ukrepi iz te prve faze so bili še: geodetsko opazovanje premikov plazu, sondažna dela, geofizikalne preiskave, laboratorijske preiskave, geotehnične obdelave, čiščenje nanosov, čiščenja plavja iz strug Predelice, Koritnice in Soče do Žage ter izvedba prodne lovilne jame na Soči pod Čezsočo, čiščenje vtoka v HE Možnico, sanacija DV 20 kV Bovec-Log pod Mangartom, začasna TP Možnica ter začasno NNO omrežje. Začela se je izdelava projektne dokumentacije za: dve težnostni pregradi za podporo plazu, za dva razbijača murastega toka, ureditve Mangartskega potoka od Mangartske planine do montažnega mostu, same sanacije plazu, kot tudi prostorska in projektna dokumentacija za oba nova mostova, obe cesti, stanovanjske objekte in drugo.
Končna sanacija je bila izvedena postopoma v naslednjih letih in je vsebovala:
- Obnovljeni cesti Bovec-Predel in cesta na Mangart
- nova mostova čez Predelico v Logu pod Mangartom in viadukt v Mlinču čez Mangartski potok
- zajetje hidroelektrarne Log pod Mangartom
- betonske pregrade za zašito pred ponovnim drobirskim tokom pod Počivalnikom in pri Meleh, razbijač drobirskega toka pri Mlinču in pregrada pred Gorenjim Logom
- več stanovanjskih objektov, komunalna infrastruktura, čistilna naprava
- območje plazu in njegovo vplivno območje je urejeno, poskrbljeno je za odvodnjavanje, lokalna zavarovanja in površinsko ureditev ter zgrajen zadrževalnik plavin pri Mangartski planini
- drugo

- Most čez Predelico v Logu pod Mangartom
- Razbijač murastega toka na Predelici v Logu pod Mangartom
- Viadukt v Mlinču čez Mangartski potok